# New Jersey Stallions
El New Jersey Stallions fue un equipo de fútbol de los Estados Unidos que jugó en la USL Second Division, la desaparecida segunda categoría de fútbol del país.

## Historia
Fue fundado en el año 1996 en la ciudad de Wayne, Nueva Jersey con el nombre New York/New Jersey Stallions como participante de la desaparecida USISL que solo se jugó en 1996. Luego el club se muda a la ciudad de Toms River, Nueva Jersey y adopta su nombre original en 1999.
En el 2000 se muda a Union Township en una temporada en la que gana su división en la USL Second Division y llega a la final de liga, pero la pierde, y tres años después vuelve a Wayne, Nueva Jersey.
En 2004 juega en la USL PDL y al final de la temporada desaparece, aunque el club continúa con su escuela de fútbol en actividad.

## Palmarés

### Divisional
- USL-2 División Norte: 1

2000

## Temporadas
| Año  | División | Liga                  | Temporada Regular   | Playoffs                   | US Open Cup  |
| ---- | -------- | --------------------- | ------------------- | -------------------------- | ------------ |
| 1996 | 2        | USISL Select League   | 6.º, North Atlantic | No clasificó               | No clasificó |
| 1997 | 3        | USISL D-3 Pro League  | 4.º, Mid-Atlantic   | Final de División          | No clasificó |
| 1998 | 3        | USISL D-3 Pro League  | 3.º, Mid-Atlantic   | Semifinal de División      | No clasificó |
| 1999 | 3        | USL D-3 Pro League    | 4.º, Northern       | Semifinales de Conferencia | 1.ª Ronda    |
| 2000 | 3        | USL D-3 Pro League    | 1.º, Northern       | Final                      | 2.ª Ronda    |
| 2001 | 3        | USL D-3 Pro League    | 3.º, Northern       | Final de Conferencia       | 2.ª ronda    |
| 2002 | 3        | USL D-3 Pro League    | 3.º, Atlantic       | No clasificó               | 1.ª ronda    |
| 2003 | 3        | USL Pro Select League | 2.º, Atlantic       | Semifinales                | No clasificó |
| 2004 | 4        | USL PDL               | 7.º, Northeast      | No clasificó               | No clasificó |

## Jugadores

### Jugadores destacados
- Giuseppe Rossi